# Marijane Meaker
Marijane Meaker (Auburn, Nova Iorque, 27 de maio de 1927) é uma romancista e contista americana. Ela tem usado múltiplos pseudônimos para escrever diferentes gêneros. É considerada também uma importante escritora de ficção lésbica.